# Cizlakit

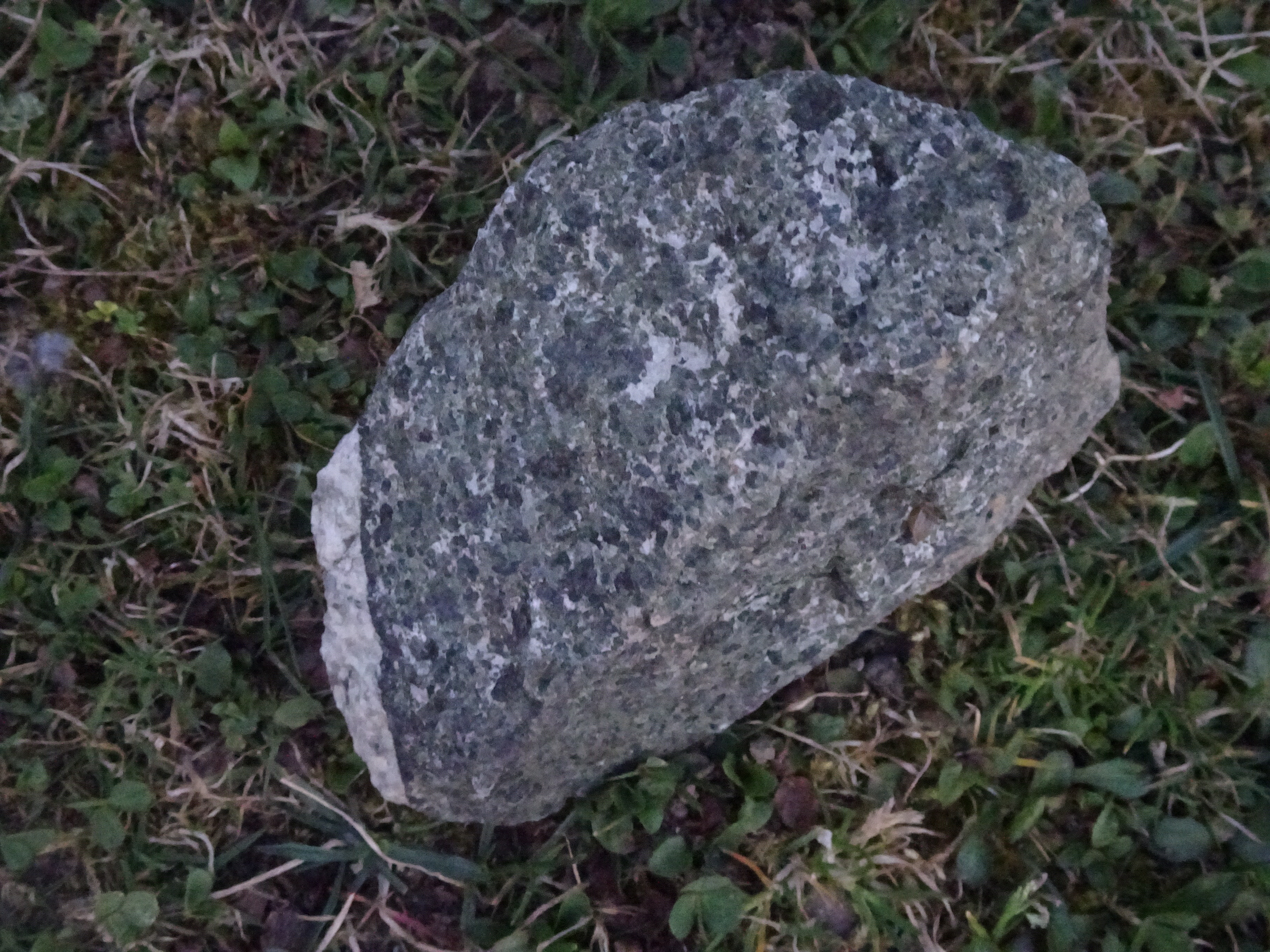
Handstück des Cizlakit von der Typlokalität in Slowenien

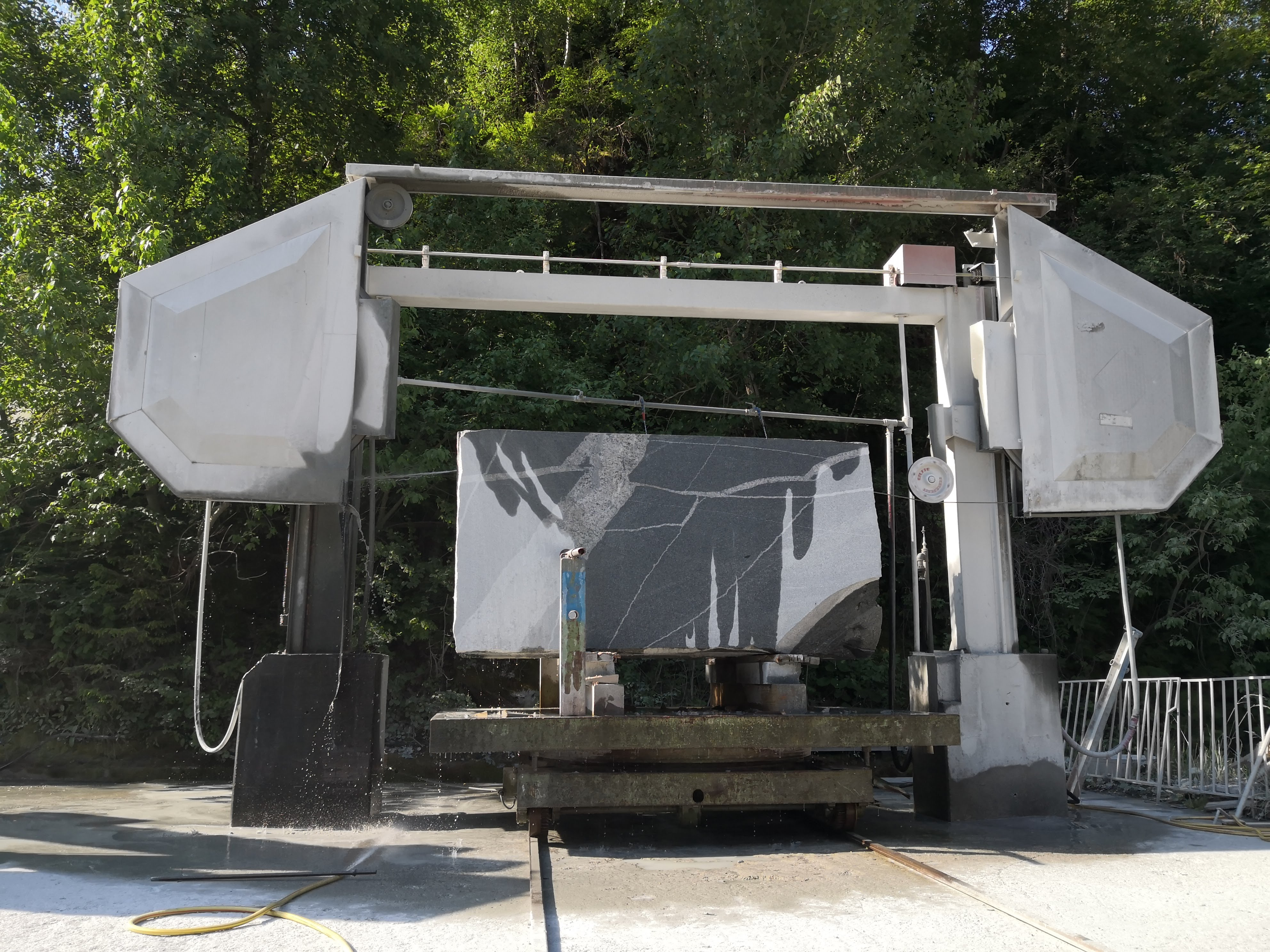
Ein bereits gesägter Rohblock des Gesteins in Bearbeitung einer Diamantseilsäge

Cizlakit (slowenisch Čizlakit) ist die regionale Bezeichnung eines magmatischen Gesteins, das im Massiv des Pohorje vorkommt und in einem Steinbruch zeitweilig als Grünstein abgebaut wurde. Es handelt sich nach Wassili Nikitin um ein Gestein gabbroiden Typs.
Der Name stammt vom Fundort Cezlak in der Gemeinde Slovenska Bistrica am Pohorje-Gebirge in Slowenien, vier Kilometer nördlich der Ortschaft Oplotnica auf einer Höhe von etwa 640 m, wo sich heute seine verlassene Abbaustelle befindet.
Cizlakit ist ein festes, grüngraues Gestein, das nach 1900 für Bauzwecke und vor allem für Grabsteine Verwendung fand. Seine Farbe stammt hauptsächlich von dem enthaltenen Mineral Augit. Es ist von weißen aplitischen Gängen durchzogen. Sein Vorkommen gilt über Slowenien hinaus als ein besonderer geologischer Aufschluss und liegt im östlichen Abschnitt der Periadriatischen Zone.